# Francis Rigaud
 (mai 2024).
Si vous disposez d'ouvrages ou d'articles de référence ou si vous connaissez des sites web de qualité traitant du thème abordé ici, merci de compléter l'article en donnant les références utiles à sa vérifiabilité et en les liant à la section « Notes et références ».
Pour les articles homonymes, voir Rigaud.
Francis Rigaud est un réalisateur, scénariste et producteur français de films comiques, né le 22 mars 1920 à Asnières-sur-Seine (Seine). Il est le réalisateur le plus âgé actuellement en vie.

## Filmographie

### Réalisateur
- 1961 : Les Nouveaux Aristocrates, avec Paul Meurisse, Maria Mauban
- 1962 : Nous irons à Deauville, avec Michel Serrault
- 1964 : Les Gros Bras, avec Francis Blanche, Darry Cowl, Jean-Marc Thibault, Roger Pierre
- 1965 : Les Baratineurs, avec Francis Blanche, Darry Cowl, Michel Serrault, Jean Poiret
- 1967 : Jerk à Istanbul, avec Michel Constantin, Anny Duperey, Jean-François Poron
- 1969 : Faites donc plaisir aux amis, avec Roger Pierre, Jean-Marc Thibault, Francis Blanche
- 1970 : Des Vacances en or, avec Roger Pierre, Jean-Marc Thibault

### Scénariste
- 1960 : Les Pique-assiette de Jean Girault
- 1960 : Les Moutons de Panurge de Jean Girault
- 1974 : Les murs ont des oreilles de Jean Girault
- 1977 : Le mille-pattes fait des claquettes de Jean Girault
- 1982 : On n'est pas sorti de l'auberge, de Max Pécas

### Producteur
- 1955 : La Madelon de Jean Boyer